# Skorkovský rybník
Skorkovský rybník, též Pilský rybník, je rybník mezi obcemi Skorkov a Slavníč v okrese Havlíčkův Brod. Leží asi 600 metrů severozápadně od Skorkova a asi 500 m východně od Slavníče. V blízkosti jihozápadního břehu se nachází malý lesní porost a vede tam dálnice D1. Rozloha rybníka je 18 ha a je uveden v seznamu významných vodních děl IV. kategorie.
Rybník byl vybudován po roce 1644.

## Vodní režim
Skorkovský rybník je napájen třemi nepojmenovanými toky. První vytéká ze Zbinožského rybníka, druhý pramení ve Skorkově a třetí u silnice III/3484 nedaleko hřbitova. Z rybníka voda odtéká na dvou místech a nedaleko se toky spojují do jednoho, který teče směrem k Herálci a vlévá se do Nohavického potoka.
Celkový objem rybníka Vc je 160 000 m3 a retenční objem pak Vr je 92 000 m3.

## Využití
Rybník slouží k chovu ryb.

## Zajímavosti
- Křížek na břehu rybníka.
- Křížek u silnice III/384.